# Premier League (Koeweit) 2011/12
De Premier League 2011/12 was het 50ste seizoen in de hoogste afdeling van het Koeweitse voetbal sinds de oprichting van deze divisie in het Aziatische land in 1961. De competitie begon op 30 december 2011 en had zijn eenentwintigste en laatste speelronde op 1 juni 2012. Acht clubs deden mee aan deze editie. Met een uiteindelijke voorsprong van elf punten op Kuwait SC won Qadsia SC de landstitel. De club werd voor de vijftiende keer landskampioen en kwalificeerde zich zodoende voor de strijd om de AFC Cup 2013, net als de nummer twee. Zowel Qadsia als Kuwait eindigde in de groepsfase van dat toernooi op de eerste plaats. In de kwartfinales wonnen beide clubs opnieuw: Qadsia won op basis van de uitdoelpuntregel en Kuwait won ruim (12–2 over twee duels). In de finale van de AFC Cup stonden beide clubs; Kuwait versloeg de landskampioen met 0–2. Al-Shabab eindigde dit seizoen op de laatste plaats; in het volgende seizoen werd diens plaats ingenomen door Al-Salibikhaet SC, dat in de tweede divisie één punt boven Al-Yarmouk eindigde. Yarmouk verloor vervolgens de play-offs om promotie en degradatie van Al Nasar.

## Deelnemende clubs
| Club      | Stad         | Stadion                       | Capaciteit |
| --------- | ------------ | ----------------------------- | ---------- |
| Al-Arabi  | Koeweit-Stad | Sabah Al-Salemstadion         | 22.000     |
| Al Jahra  | Jahra        | Malab Mubarak Al-Ajjarstadion | 17.000     |
| Kuwait SC | Koeweit-Stad | Kuwaitstadion                 | 18.000     |
| Al Nasar  | Farwaniya    | Ali Sabah Al-Salemstadion     | 10.000     |
| Qadsia SC | Koeweit-Stad | Mohammed Al-Hamadstadion      | 22.000     |
| Al-Shabab | Ahmadi       | Al-Ahmadistadion              | 18.000     |
| Kazma SC  | Koeweit-Stad | Al-Sadaqua Walsalamstadion    | 21.500     |

## Resultaten

### Uitslagen
|               | ALA | ALJ | KUW | ALN | QAD | ALB | ALS | KAZ |
| ------------- | --- | --- | --- | --- | --- | --- | --- | --- |
| Al-Arabi      |     | 0–1 | 1–1 | 2–1 | 0–1 | 2–0 | 2–1 | 0–1 |
| Al Jahra      | 0–0 |     | 2–2 | 2–1 | 1–1 | 2–2 | 2–0 | 1–1 |
| Kuwait SC     | 0–1 | 3–1 |     | 1–1 | 0–1 | 1–1 | 1–0 | 2–1 |
| Al Nasar      | 0–1 | 1–1 | 0–1 |     | 0–0 | 1–2 | 0–2 | 3–3 |
| Qadsia SC     | 1–3 | 1–1 | 0–2 | 6–0 |     | 3–0 | 3–0 | 1–0 |
| Al-Shabab     | 0–2 | 1–1 | 1–2 | 1–1 | 0–2 |     | 1–2 | 2–2 |
| Al-Salmiya SC | 2–0 | 2–2 | 1–3 | 2–1 | 0–3 | 1–2 |     | 2–2 |
| Kazma SC      | 1–1 | 2–3 | 1–2 | 4–2 | 0–3 | 0–1 | 0–1 |     |

### Eindstand
| №             | Club          | WG | W  | G  | V  | DV | DT | +/– | Punten |
| ------------- | ------------- | -- | -- | -- | -- | -- | -- | --- | ------ |
| Landskampioen | Qadsia SC     | 21 | 16 | 3  | 2  | 40 | 10 | +30 | 51     |
| 2             | Kuwait SC     | 21 | 11 | 7  | 3  | 29 | 19 | +10 | 40     |
| 3             | Al-Arabi      | 21 | 9  | 6  | 6  | 27 | 20 | +7  | 33     |
| 4             | Al-Salmiya SC | 21 | 7  | 4  | 10 | 26 | 34 | –8  | 25     |
| 5             | Al Jahra      | 21 | 4  | 12 | 5  | 25 | 30 | –5  | 24     |
| 6             | Kazma SC      | 21 | 5  | 7  | 9  | 31 | 38 | –7  | 22     |
| 7             | Al Nasar      | 21 | 4  | 5  | 12 | 23 | 35 | –12 | 17     |
| 8             | Al-Shabab     | 21 | 2  | 8  | 11 | 20 | 35 | –15 | 14     |

|  | Geplaatst voor de AFC Cup 2013    |
|  | Play-offs promotie/degradatie     |
|  | Degradatie naar de tweede divisie |

## Play-offs promotie/degradatie

### Eerste ronde
|             |          |       |            |  |
| 5 juni 2012 | Al Nasar | 1 – 1 | Al-Yarmouk |  |
| 5 juni 2012 |          |       |            |  |

### Tweede ronde
|             |            |       |          |  |
| 8 juni 2012 | Al-Yarmouk | 0 – 5 | Al Nasar |  |
| 8 juni 2012 |            |       |          |  |

## Topscorers
|   | Naam                  | Club          | Doelpunten |
| - | --------------------- | ------------- | ---------- |
| 1 | Carlos Vinicius       | Al Jahra      | 9          |
| 1 | Mohamed Al-Zeno       | Al-Salmiya SC | 9          |
| 3 | Ismail Al-Ajmi        | Kazma SC      | 8          |
| 3 | Rodrigo da Costa      | Al-Shabab     | 8          |
| 5 | Abdulrahman Bani      | Al Nasar      | 7          |
| 5 | Omar Al-Soma          | Qadsia SC     | 7          |
| 7 | Bader Al-Mutwa        | Qadsia SC     | 6          |
| 7 | Ahmad Ajab            | Qadsia SC     | 6          |
| 7 | Muhammed Saad Al-Ajmi | Al Jahra      | 6          |
| 7 | Ali Maqseed           | Al-Arabi      | 6          |